# Unione Generale del Lavoro
L'Unione Generale del Lavoro (UGL) è una confederazione sindacale italiana, nata nel 1996 come erede del sindacato CISNAL.

## Storia

### CISNAL
Dopo la fine della seconda guerra mondiale esponenti del sindacalismo nazionale fondarono la CISNAL (Confederazione Italiana Sindacati Nazionali dei Lavoratori) nel corso di un congresso a Napoli il 24 marzo 1950, sindacato politicamente vicino al Movimento Sociale Italiano. Segretario fu eletto fin dal primo congresso l'ex deputato del PNF Giuseppe Landi, che nel 1947 aveva fondato il "Movimento sindacalista" (Mo.Si.), insieme a ex sindacalisti fascisti. Nel 1953 nasce il suo ente di patronato, l'Ente nazionale di assistenza sociale (ENAS). 
Capo storico della CISNAL è stato Giovanni Roberti, suo presidente e allo stesso tempo parlamentare dell'MSI.
Il 6 giugno 1964 muore improvvisamente Landi e il C.D.C. immediatamente riunito nomina Roberti segretario generale. Dagli ambienti della CISNAL arrivava anche Ciccio Franco, capopopolo della Rivolta di Reggio Calabria del 1970 e leader del Comitato D'Azione per Reggio Capoluogo in cui il sindacato e il movimento missino ebbero una parte rilevante.
Nel luglio 1977 Roberti, che ha aderito a Democrazia Nazionale, presenta le proprie dimissioni ed Ivo Laghi viene eletto segretario generale. Con lui per la CISNAL si apre una nuova epoca. Nel febbraio del 1980 Laghi sottoscrive con il segretario missino Giorgio Almirante un protocollo che sancisce inequivocabilmente la piena indipendenza ed autonomia della CISNAL dal partito. Il successivo VII Congresso, dell'aprile del 1980 a Roma, elegge Laghi segretario generale e detta una nuova linea sindacale, molto più movimentista ed organizzativa, fondata sull'accentramento contributivo e sul corporativismo.
La prima metà degli anni ottanta vede la CISNAL consolidare la sua posizione di alternativa sindacale nelle lotte contro le stangate fiscali, la compressione delle retribuzioni, la riforma delle liquidazioni, della scala mobile e contro l'accordo Scotti.
Sono anni positivi per la CISNAL che conquista adesioni nelle fabbriche con continue assemblee, incrementa gli iscritti. La nuova politica sindacale è rafforzata dai due convegni dei quadri dirigenti del 1984 e del 1985. Sono gli anni anche delle manifestazioni di piazza che vedono i cortei CISNAL sfilare per le maggiori città italiane. L'VIII Congresso Confederale si tiene a Roma nel maggio 1987. Esso, dopo aver rieletto Laghi segretario generale, riconferma la validità del manifesto ideologico del 1984, del sindacalismo rivoluzionario e del sindacato di popolo. Il Congresso invita anche il segretario generale a realizzare su queste basi una controffensiva culturale. Essa si sviluppa attraverso il quotidiano La Meta Serale ed il bimestrale culturale Pagine Libere.
A fine anni '80 la Cisnal conosce un momento di crisi e nel 1992 viene eletto segretario Mauro Nobilia.

### Fondazione dell'UGL
Nel 1996 l'allora segretario Mauro Nobilia lanciò il progetto di un nuovo soggetto sindacale, comprendente la stessa CISNAL ed altre forze sindacali autonome. Nasce così ufficialmente l'UGL ed alla carica di Segretario Generale venne eletto lo stesso Nobilia.
Nella primavera del 1995 il segretario generale Mauro Nobilia lancia all'attenzione del mondo sindacale italiano il progetto UGL, vale a dire la costruzione di una casa comune di molteplici forze sindacali. L'appello è accolto da molte organizzazioni sindacali autonome, che assieme alla CISNAL, tengono nella primavera del 1996 un'assise nazionale a Roma. Cadono oramai anche gli ultimi steccati sindacali ideologici e per la prima volta il segretario generale della CISNAL, su espresso invito, partecipa al congresso della CGIL.
A fine giugno 1996 il C.D.C. della CISNAL approva definitivamente il progetto UGL e la convocazione del X Congresso Confederale per il 28 novembre. Con la nascita del nuovo soggetto sindacale (1º dicembre), la UGL aumenta l'attività proselitistica del sindacato. Viene dato sempre più spazio all'azione politica concertativa e vengono raggiunti importanti traguardi sia in Italia sia in Europa. Presso il CES (Comitato Economico e Sociale) la UGL designa a rappresentarla Renata Polverini che fa entrare la confederazione nel secondo gruppo, quello dei rappresentanti dei lavoratori e quindi di diretto riferimento. La collocazione all'interno del C.E.S. rappresenta, per l'importanza che riveste soprattutto considerando l'influenza deliberativa dello stesso sulla legislazione sociale europea, un momento decisivo per la visibilità e per l'azione sindacale della UGL. Alla carica di segretario generale dell'UGL viene confermato Nobilia, fino al Consiglio Nazionale riunitosi nei giorni 22 e 23 ottobre 1999, quando, dimessosi perché eletto eurodeputato, viene eletto il nuovo Segretario generale: Stefano Cetica, 43 anni romano, proveniente dalla struttura di categoria del Credito, già Segretario Confederale. Cetica firma il 5 luglio 2002, insieme a CISL e UIL, l'accordo "Patto per l'Italia" con il governo Berlusconi.
Il suo ente di patronato resta l'Ente Nazionale Assistenza Sociale.

### La gestione Polverini
Nel congresso svoltosi a Roma il 2-3-4 febbraio 2006 viene eletta nuovo segretario Renata Polverini (romana, figlia di una sindacalista della CISNAL), con Cetica presidente dell'organizzazione, che resta in carica fino al 29 maggio 2010.
Polverini è stata la prima donna in Italia a ricoprire il ruolo di segretario di una confederazione sindacale, oltre che più giovane segretario generale mai a capo di un sindacato. Il 1º maggio 2006 ha portato in piazza, a Terni (città simbolo dell'industria nazionale dell'acciaio), oltre 12.500 iscritti (fonte Questura).
Con una decisione unanime dei suoi organi dirigenti (1° e 12 maggio 2006), l'UGL ha invitato a votare NO nel Referendum costituzionale. (Modifica alla parte seconda della Costituzione) previsto per il 25 e 26 giugno 2006, in nome, fra l'altro, del “principio morale dell'unità nazionale, che va intesa in senso sociale, oltreché politico e territoriale” e della “tutela del lavoro e delle prestazioni sociali”: princìpi che la riforma approvata e voluta dal centrodestra mette in serio pericolo. Con questa presa di posizione l'UGL s'è dissociata da Alleanza Nazionale e si è invece dichiarata d'accordo con CGIL, CISL e UIL, tutte e tre ugualmente schierate per il NO.
La segreteria Polverini ha portato ogni federazione del sindacato al Tavolo Unico (con CGIL, CISL, UIL e minori).

### Il dopo Polverini
Dopo l'elezione della Polverini a presidente della Regione Lazio, nel 2010 nuovo segretario generale diviene Giovanni Centrella, operaio metalmeccanico del gruppo FIAT a Pratola Serra, nominato dal Consiglio Nazionale. Centrella viene poi confermato dal congresso nazionale confederale del marzo 2012.
Il 28 luglio 2014, dopo le dimissioni di Centrella, coinvolto in un'inchiesta giudiziaria, il Consiglio Nazionale straordinario ha eletto nuovo segretario Geremia Mancini già segretario Ugl Abruzzo e poi segretario dei Pensionati Ugl, per portare la confederazione al nuovo congresso straordinario del gennaio 2015.

### Le elezioni contestate dei vertici
Dopo le dimissioni di Mancini il 29 ottobre 2014 il Consiglio nazionale di Montesilvano elegge segretario generale Francesco Paolo Capone, fino a quel momento segretario nazionale Ugl Sanità, elezione contestata dal candidato non eletto. Una sentenza del Tribunale di Roma del 6 febbraio 2015 ha annullato l'elezione di Capone e le espulsioni e invocato la convocazione di un nuovo Consiglio Nazionale.
A quel punto il sindacato si spacca: una parte elegge in un congresso segretario Taddeo Albanese, l'altro rielegge Capone all'unanimità segretario generale in un consiglio nazionale del 21 febbraio 2015.. La candidatura di Capone era sostenuta da diciotto Federazioni di categoria, rappresentative del 76% degli iscritti al sindacato. Elezione riconfermata, sempre dal Consiglio Nazionale, il 29 agosto 2015.
La lunga querelle giudiziaria si conclude nel gennaio 2016 con un'intesa fra le parti che prevede il riconoscimento della legittimità dell'elezione di Paolo Capone a segretario generale del sindacato Ugl dell'agosto 2015 e la riconduzione della guida di Intesa Funzione Pubblica a Francesco Prudenzano.

### La nuova UGL
Il 22 23 febbraio 2018 a Roma, presso il Centro Congressi La Nuvola, si svolge il IV Congresso Confederale della UGL, al culmine del processo congressuale iniziato a ottobre 2017. Il Congresso Confederale si Intitola "Italia Forte, Lavoro vero" e vi prendono parte 800 delegati in rappresentanza delle categorie e dei territori. A conclusione del Congresso Francesco Paolo Capone viene eletto Segretario Generale.
Sempre nel 2018 i vertici del sindacato si avvicinano alla Lega Nord, e alle politiche del marzo di quell'anno il vicesegretario dell'UGL Claudio Durigon viene eletto deputato nelle file del movimento di Matteo Salvini.
Nel settembre 2018 il patronato ENAS, in crisi finanziaria, è stato ceduto, tramite fusione per incorporazione, all'Associazione Cristiana Artigiani Italiani, con la nascita del patronato ACAI-ENAS.

## Consistenza e iscritti
L'UGL ha affermato, per bocca del suo ex segretario Renata Polverini, di essere la terza confederazione sindacale per numero di iscritti (2.145.955 nel 2007). Non esiste però un elenco pubblico degli iscritti al sindacato come d'altronde non esiste per gli altri sindacati. Secondo quanto riportato nella trasmissione televisiva Report, i pensionati che pagano la quota associativa UGL mediante trattenuta INPS sono 66.000 (rispetto ai 558.000 in termini di deleghe dichiarati da UGL) mentre i dipendenti pubblici certificati dai ministeri sono 44.000, contro 171.000 in termini di deleghe dichiarati da UGL.
A differenza di altri sigle sindacali l'UGL sceglie di non raggruppare in un unico soggetto sindacale (Funzione Pubblica) il pubblico impiego bensì di creare delle diverse federazioni: l'UGL Autonomie (Regioni ed Autonomie Locali), l'UGL Scuola, l'UGL Sanità, la Federazione Nazionale UGL Funzione Pubblica (Ministeri ed Enti Pubblici Non Economici) ed altre Federazioni suddivise per comparto di riferimento.
Dal 22 settembre 2010 per i dipendenti dei Ministeri, degli enti Pubblici non Economici, delle Agenzie Fiscali, della Ricerca e degli Enti ex art. 70, esiste la Federazione Nazionale UGL Intesa Funzione Pubblica fino alla separazione del gennaio 2016. Secondo due inchieste distinte dei quotidiani Libero ed Europa e pubblicate nel gennaio 2010, entrambe partite dalla trasmissione televisiva Report di Raitre, il sindacato UGL avrebbe gonfiato il numero di iscritti in modo tale da avere un maggiore peso negoziale al tavolo con gli altri sindacati e negli organismi ed enti previdenziali. Alle ultime elezioni per il rinnovo delle RSU nel pubblico impiego, ha raggiunto la rappresentatività confederale nel pubblico impiego superando la soglia richiesta del 5% tra voti e iscritti nei comparti della Presidenza del Consiglio e dei Ministeri.
Dall'istituzione del metodo che misura la rappresentatività nel settore privato, avvenuto per la prima volta nel 2011 e reiterato nel 2013 e 2014 in modalità più dettagliata, non sono state ancora stipulate le convenzioni con INPS e CNEL che lo rendono attuativo.

Il metodo contenuto in tali accordi è passibile di manipolazione tramite una complicità tra sindacato riconosciuto dall'azienda e l'azienda stessa, si effettua con il semplice escamotage di far risultare iscritti al sindacato nella data prevista della rilevazione, lavoratori che non sono iscritti, con prelievo di contribuzione sindacale in busta paga pari a zero euro e zero cent, annullandolo il mese successivo.

Agli effetti della rilevazione misurativa della rappresentatività che l'importo di contribuzione sia pari a zero, non sia presente il mese prima e sia scomparso il mese successivo alla rilevazione, è completamente ininfluente.

Nel dicembre 2013 questa tecnica è già stata sperimentata con successo in aziende aderenti a Confindustria in previsione di recepimento dell'A.I. 10 gennaio 2014 in tutti i contratti di settore degli aderenti a Confindustria.

## Segretari generali

### CISNAL
| Segretario | Segretario | Segretario       | Mandato | Mandato |
| Segretario | Segretario | Segretario       | Inizio  | Fine    |
| ---------- | ---------- | ---------------- | ------- | ------- |
|            |            | Giuseppe Landi   | 1950    | 1964    |
|            |            | Giovanni Roberti | 1964    | 1977    |
|            |            | Ivo Laghi        | 1977    | 1990    |
|            |            | Fedele Pampo     | 1990    | 1991    |
|            |            | Corrado Mannucci | 1991    | 1992    |
|            |            | Mauro Nobilia    | 1992    | 1996    |

### UGL
| Segretario | Segretario | Segretario             | Mandato         | Mandato         |
| Segretario | Segretario | Segretario             | Inizio          | Fine            |
| ---------- | ---------- | ---------------------- | --------------- | --------------- |
|            |            | Mauro Nobilia          | 1996            | 9 aprile 1999   |
|            |            | Stefano Cetica         | 10 aprile 1999  | 4 febbraio 2006 |
|            |            | Renata Polverini       | 4 febbraio 2006 | 29 maggio 2010  |
|            |            | Giovanni Centrella     | 29 maggio 2010  | 28 luglio 2014  |
|            |            | Geremia Mancini        | 28 luglio 2014  | 28 ottobre 2014 |
|            |            | Francesco Paolo Capone | 29 agosto 2015  | in carica       |

## Congressi confederali
- I Congresso: Roma, 28 novembre-1º dicembre 1996
- II Congresso: Roma, 2-3-4 febbraio 2006
- III Congresso: Roma, 29-30-31 marzo 2012
- IV Congresso: Roma, 22-23 febbraio 2018